# الدوري الإنجليزي لكرة القدم 1898–99
الدوري الإنجليزي لكرة القدم 1898–99 هو موسم من دوري كرة القدم الإنجليزي. فاز فيه أستون فيلا.